# Sunaree Rachasima
Sunaree Ratchasima, en thai: สุนารี ราชสีมา (Nakhon Ratchasima, 6 març de 1968 -), és una cantant i actriu tailandesa.

## Vida personal
Sonna (tailandès ทิม สอนนา) nasqué en la Província de Nakhon Rachasima, de Thin i Yom Sonna.
Es casà amb Walther Deloft, d'origen suís el 18 de desembre de 2019.

## Carrera
Va participar en un concurs de cant per ajudar a la seva família i escapar de la seva feina com a sastressa mal pagada. En 1983, fou admesa com a concursant en el xou televisiu Chum Thang Kon Den (tailandès ชุมทางคนเด่น) transmès pel Canal 7 tailandès i es va convertir en la subcampiona; A Suksan Hansa li agradava el seu to musical, per la qual cosa li va donar suport.
Va gravar el seu primer àlbum  La Khorat  (tailandès ลาโคราช), però no va arribar a popularitzar-se. Es va unir a Sure Entertainment, dirigida per Chonlathee Thanthong i va gravar el seu segon àlbum  Sud Thai Thee Krung Thep  que va esdevenir un èxit. Ha publicat més àlbums i participat en pel·lícules.

## Discografia

### Àlbums d'estudi
- "Sud Thai Thee Krung Thep" (สุดท้ายที่กรุงเทพ)
- "Eek Nid Si" (อีกนิดซิ)
- "Bao Bao Si" (เบาๆ ซิ)
- "Khong Fak Jak Ban Nok" (ของฝากจากบ้านอก)
- "Thang Sai Mai" (ทางสายใหม่)
- "Raiyan Jak Huajai" (รายงานจากหัวใจ)
- "Jep Toe" (จีบต่อ)
- "Tham Pen Kuean" (ทำเป็นเขิน)
- "Thee Kao Soay Dueam" (ที่เก่าซอยเดิม)
- "Fon Nao Sao Kruan" (ฝนหนาวสาวครวญ)
- "Lakorn Bot Cham" (ละครบทช้ำ)
- "Thee Pueng Thang Jai" (ที่พึ่งทางใจ)
- "Manee Ploi Roy Saeng" (มณีพลอยร้อยแสง)

### Cançons més conegudes
- "Sud Thai Thee Krung Thep"
- "Krab Thao Ya Moe"
- "Klab Bai Tham Miea Doo Khon"
- "Motorcy Nung San"
- "Mue Tue Mai Fai Song Naa"
- "Jam Sieang Lieang Phoe"

## Filmografia
- 2012 – Tom Yam Lam Sing – paper de mare de Rungrawee.
- 2013 – Mr Banna – paper de mar de Jimmy.
- 2014 – Malee Rueang Raba" – paper de cuinera.
- 2017 – Rak Long Loaeng – paper de Massi.
- 2018 – Sao Noy Roi Moe – paper de Cham.